# Fédération des astronomes amateurs du Québec
 (novembre 2022).
Si vous disposez d'ouvrages ou d'articles de référence ou si vous connaissez des sites web de qualité traitant du thème abordé ici, merci de compléter l'article en donnant les références utiles à sa vérifiabilité et en les liant à la section « Notes et références ».
La Fédération des astronomes amateurs du Québec (FAAQ) est un organisme à but non lucratif au Québec qui aide des clubs d'astronomie,  des corporations œuvrant dans des domaines connexes, et des individus à pratiquer et à promouvoir l'astronomie en tant que loisir scientifique.

La FAAQ est reconnue par le ministère de l’Éducation du Québec, et sa mission est de soutenir ses membres et d’encourager le public dans la pratique sécuritaire de l’astronomie d’observation et de promouvoir l’astronomie auprès de ses membres et du public québécois. Cette mission est appuyée sur trois valeurs importantes : le respect, le partage et la rigueur.

## Historique
La Fédération des astronomes amateurs du Québec a changé de nom en 1992, autrefois appelé l'Association des groupes d'astronomes amateurs du Québec (AGAA), qui fut fondée en 1975 à Trois-Rivières par MM. Félix G. De Forest et Rolland Noël De Tilly et Mme Jacqueline Tremblay.
Après quelques années sous la gouverne de M. Rémi Lacasse en tant que président, le nombre de membres a plus que triplé. En juillet 2008, sous la présidence de M. Damien Lemay, la FAAQ comptait près de 1800 membres (41 clubs, 7 corporations, et environ 20 membres individuels). Elle compte une section québécoise de l'International Dark-Sky Association (IDA), qui a déjà été très active, notamment dans les dossiers de la privatisation du Parc du Mont-Orford et de la réserve de ciel noir du mont Mégantic, et qui a rédigé la norme BNQ 4930-100.
Elle fut coorganisatrice des événements liés à l'Année mondiale de l'astronomie 2009 au Canada, avec la Société canadienne d’astronomie (CASCA) et la Société royale d’astronomie du Canada (SRAC).
La FAAQ sert également de lien avec différents groupes, amateurs ou professionnels, de disciplines connexes tant au niveau national, qu’international. Elle favorise la communication entre ses membres entre autres grâce à un bulletin d'information électronique offert aux membres (AstroInfo, rédactrice et éditrice en chef : Carmen Nadeau; assistant à la rédactrice : Paul Grenier; réviseur : Alain Denhez), et un Congrès ayant lieu dans un endroit différent chaque année (voir tableau ci-dessous), au cours duquel sont remis le Trophée Méritas afin de souligner les efforts, la qualité des travaux et la persévérance d’un membre dévoué au sein de la Fédération et/ou de son club et le Trophée Les Pléiades, pour marquer la contribution d’un jeune de moins de 20 ans . Le Prix Qilak, remis au membre ayant le plus contribué bénévolement à la vulgarisation de l’astronomie au cours des dernières années, est remis durant l’assemblée générale annuelle. Elle offre de nombreux services de soutien aux clubs membres pour leurs activités de vulgarisation de l'astronomie auprès des jeunes et du public en général.
La FAAQ a son siège social aux locaux de la Maison du loisir et du sport.

## Lauréats du Trophée Pléiades
| Année | Récipiendaire          | Club d'astronomie                                      |
| ----- | ---------------------- | ------------------------------------------------------ |
| 2023  | Leland-Olivier Harper  | Section Jeunesse du club VÉGA de Cap-Rouge             |
| 2022  | Miko Poulin            | Section Jeunesse du club VÉGA de Cap-Rouge             |
| 2021  | Non décerné            |                                                        |
| 2020  | Non décerné            |                                                        |
| 2019  | Renaud Lebrun          | Section Jeunesse du club VÉGA de Cap-Rouge             |
| 2018  | Coralie Simard         | Club d’astronomie de Bois Belle-Rivière                |
| 2017  | Justin Lebrun          | Section Jeunesse du club VÉGA de Cap-Rouge             |
| 2016  | Sarah-Jane Twigg       | Section Jeunesse du club VÉGA de Cap-Rouge             |
| 2015  | Arnaud Larue           | Section Jeunesse du club VÉGA de Cap-Rouge             |
| 2014  | Clara Scattolin        | La Société d’Astronomie de Montréal                    |
| 2013  | Non décerné            |                                                        |
| 2012  | Non décerné            |                                                        |
| 2011  | Laurent Joli-Coeur     | Société d’astronomie du Planétarium de Montréal (SAPM) |
| 2010  | Robin Degotte          | Les Vagabonds du ciel de Lanaudière                    |
| 2009  | Alexandre Roberge      | Club Véga de Cap-Rouge (section jeunesse)              |
| 2008  | Raphaël Laverdière     | Club Véga de Cap-Rouge (section jeunesse)              |
| 2007  | Olivier Chabot-Pageau  | Club Véga de Cap-Rouge (section jeunesse)              |
| 2006  | Anne-Julie Dubois      | Club des Astronomes Amateurs de Laval                  |
| 2005  | Frédéric Dallaire      | Club Véga de Cap-Rouge (section jeunesse)              |
| 2004  | Hugo Lemieux           | Club Véga de Cap-Rouge (section jeunesse)              |
| 2003  | Mathieu Groulx         | Club Véga de Cap-Rouge (section jeunesse)              |
| 2002  | non décerné            |                                                        |
| 2001  | non décerné            |                                                        |
| 2000  | Martin D'Amours        | Club d'astronomie de Rimouski                          |
| 1999  | François Cournoyer     | Association des Jeunes Astronomes Amateurs de Montréal |
| 1998  | René Breton            | Club Mars, Saint-Romuald                               |
| 1997  | François-Michel Brière | Club d'astronomie Jupiter, Trois-Rivières              |
| 1994  | Martin Ducharme        | Société des jeunes astronomes amateurs de Montréal     |
| 1993  | Éric Bonneville        | Société des jeunes astronomes amateurs de Montréal     |
| 1992  | Jean-Pierre Lefebvre   | Club Céleste Saint-Denis                               |
| 1991  | Danis Durand           | C.A.P. sur l'Univers                                   |
| 1990  | Étienne Marcoux        | Club Céleste Saint-Denis                               |
| 1989  | non décerné            |                                                        |
| 1988  | Jean-Philippe Laflamme | Astro-Club-Collège de Lévis                            |

## Lauréats du Prix Qilak
| Année | Récipiendaire         | Club d'astronomie                                |
| ----- | --------------------- | ------------------------------------------------ |
| 2024  | Normand Rivard        | Club des astronomes amateurs de Laval            |
| 2023  | -                     | Aucune candidature reçue                         |
| 2022  | -                     | Aucune candidature conforme aux règlements reçue |
| 2021  | Équipe de l’Éducation | ASTROLab du Parc national du Mont-Mégantic       |
| 2020  | Jean-Marc Perreault   | Les Vagabonds du ciel de Lanaudière              |
| 2019  | Hugues Lacombe        | Club des astronomes amateurs de Charlevoix       |
| 2018  | Daniel Brousseau      | Club des astronomes amateurs de Sherbrooke       |
| 2017  | Jonathan Clavet       | Club Saurel                                      |
| 2016  | Vincent Desmarais     | Club des astronomes amateurs de Sherbrooke       |
| 2015  | Thomas Collin         | Club d’astronomie Jupiter de Trois-Rivières      |
| 2014  | Michel Renaud         | Club des astronomes amateurs de Laval            |
| 2013  | Philippe Moussette    | Club Véga de Cap-Rouge                           |
| 2012  | Dominic Marier        | Les Vagabonds du ciel de Lanaudière              |

## Lauréats du Trophée Méritas
| Année | Récipiendaire      | Club d'astronomie |
| ----- | ------------------ | --- |
| 2023  | Carmen Nadeau      | Regroupement des astronomes amateurs de l’Outaouais québécois (RAAOQ)                                                   |
| 2022  | Alain Vézina       | Société d’astronomie du Planétarium de Montréal (SAPM), club des Astronomes Amateurs de Boucherville-Montérégie (CAABM) |
| 2021  | Pedro Borquez      | Club d’astronomie Mira                                                                                                  |
| 2020  | Marjolaine Savoie  | Club d’astronomie de Dorval (CDADFS)                                                                                    |
| 2019  | Louise Ouellette   | Société d’astronomie du Planétarium de Montréal (SAPM)                                                                  |
| 2018  | Robert St-Jean     | AstroClub ASC-CSA |
| 2017  | Martin Roy         | Club d’astronomie Mars de Lévis                                                                                         |
| 2016  | Denis Martel       | Club d’astronomie le ciel étoilé de St-Pierre de la rivière sud                                                         |
| 2015  | Raymond Fournier   | Club d’astronomie CAPRICE                                                                                               |
| 2014  | Michel Nicole      | Société d’astronomie du Planétarium de Montréal (SAPM)                                                                  |
| 2013  | Marc Archambault   | Club Cassiopée de Québec                                                                                                |
| 2012  | Yvan Prégent       | Club d’astronomie de Dorval                                                                                             |
| 2011  | Pierre Bouliane    | Club Véga de Cap-Rouge                                                                                                  |
| 2010  | George Hamel       | Club d'astronomie Drummondville inc.                                                                                    |
| 2009  | Pierre Tournay     | Club d'astronomie les Luna-tics de Hudson, Société d'astronomie du Planétarium de Montréal                              |
| 2008  | Martin Rochette    | Club d'astronomie Jupiter de Trois-Rivières, Centre d'observation astronomique des monts Notre-Dame                     |
| 2007  | Rémi Lacasse       | Club d'astronomie du Mont-Tremblant                                                                                     |
| 2006  | Lorraine Morin     | Club d'astronomie de Dorval                                                                                             |
| 2005  | Maurice Bédard     | Association des astronomes amateurs de l'Abitibi-Témiscamingue                                                          |
| 2004  | Claude Boivin      | Club d'astronomie Véga de Cap-Rouge                                                                                     |
| 2003  | Claude Duplessis   | Le groupe Mordus² Ciel                                                                                                  |
| 2002  | Philippe Moussette | Club d'astronomie Véga de Cap-Rouge                                                                                     |
| 2001  | Allan Rahill       | Club des astronomes amateurs de Laval                                                                                   |
| 2000  | Luc Bellavance     | Club d'astronomie de Rimouski                                                                                           |
| 1999  | Pierre Bureau      | Club d'astronomie de Chibougamau                                                                                        |
| 1998  | Ronald Ouellette   | Club des astronomes amateurs de Laval                                                                                   |
| 1997  | Jean-Marc Richard  | Club des astronomes amateurs de Laval                                                                                   |
| 1996  | Albert Côté        | Club d'astronomie de Drummondville                                                                                      |
| 1995  | Gilbert St-Onge    | Club d'astronomie de Dorval                                                                                             |
| 1994  | Marc-André Gélinas | Société d'astronomie de Montréal                                                                                        |
| 1993  | Thomas Collin      | Club Jupiter de Trois-Rivières                                                                                          |
| 1992  | Michel Dionne      | Club d'astronomie de Drummondville                                                                                      |
| 1991  | Maurice Provencher | Société d'astronomie de Montréal                                                                                        |
| 1990  | Jean Vallières     | Club Mira |
| 1989  | Patrice Gérin Rose | Société d'astronomie de Montréal                                                                                        |
| 1988  | Mario Lapointe     | Centre de Québec de la Société royale d'astronomie du Canada                                                            |
| 1987  | François Bourbeau  | Club d'astronomie de Drummondville inc.                                                                                 |
| 1986  | Huberte Palardy    | Société d'astronomie de Montréal                                                                                        |
| 1985  | Alphonse Tardif    | Astro-Club Collège de Lévis                                                                                             |
| 1984  | Denis Bergeron     | Club d'astronomie de Val-des-Bois                                                                                       |
| 1983  | Lucien Coallier    | Société d'astronomie de Montréal                                                                                        |
| 1982  | Damien Lemay       | Club d'astronomie de Rimouski                                                                                           |
| 1981  | Michel Rebetez     | Club d'astronomie de Drummondville                                                                                      |
| 1980  | Réal Manseau       | Club d'astronomie de Drummondville                                                                                      |

## Villes et club hôtes des Congrès
| Année | Ville                   | Club                                                            |
| ----- | ----------------------- | --------------------------------------------------------------- |
| 2023  | Trois-Rivières          | Fédération des astronomes amateurs du Québec                    |
| 2022  | -                       | -                                                               |
| 2021  | -                       | -                                                               |
| 2020  | -                       | -                                                               |
| 2019  | Lévis                   | Club d’astronomie Mars de Lévis                                 |
| 2018  | Mirabel                 | Club d’astronomie Bois de Belle-Rivière Mirabel                 |
| 2017  | Montréal                | Société d'astronomie du Planétarium de Montréal                 |
| 2016  | Montmagny               | Club d’astronomie le ciel étoilé de St-Pierre de la rivière sud |
| 2015  | Drummondville           | Club d’astronomie Drummondville inc.                            |
| 2014  | St-Hyacinthe            | Club d’astronomie Maskoutain                                    |
| 2013  | Mont-Tremblant          | Club d’astronomie Mont-Tremblant                                |
| 2012  | Saint-Georges-de-Beauce | Le Club d'astronomie de Saint-Georges de Beauce                 |
| 2011  | Saint-Félicien          | Club d'astronomie les Boréalides du lac St-Jean Ouest           |
| 2010  | Gatineau                | Regroupement des astronomes amateurs de l'Outaouais québécois   |
| 2009  | Montréal                | Société d'astronomie du Planétarium de Montréal                 |
| 2008  | Québec                  | Club Mars de Lévis / Club Véga de Cap-Rouge                     |
| 2007  | Rimouski                | Club d'astronomie de Rimouski                                   |
| 2006  | Laval                   | Club des astronomes amateurs de Laval                           |
| 2005  | Abitibi                 | Association des astronomes amateurs de l'Abitibi-Témiscamingue  |
| 2004  | Drummondville           | Club d'astronomie de Drummondville inc.                         |
| 2003  | Dorval                  | Club d’astronomie de Dorval                                     |
| 2002  | Québec                  | Club Véga de Cap-Rouge / Club Mars de Lévis                     |
| 2001  | La Conception           |                                                                 |
| 2000  | Lac en Cœur             |                                                                 |
| 1999  | Longueuil               | Club des astronomes amateurs de Longueuil                       |
| 1998  | Sainte-Marie-de-Beauce  | Corporation du Mont Cosmos                                      |
| 1997  | Rimouski                | Club d'astronomie de Rimouski                                   |
| 1996  | Laval                   | Club des astronomes amateurs de Laval                           |
| 1995  | Montréal                | Association des jeunes astronomes amateurs de Montréal          |
| 1994  | Montréal                | Association des jeunes astronomes amateurs de Montréal          |
| 1993  | Dolbeau                 | Société d'astronomie de Dolbeau                                 |
| 1992  | Longueuil               | Club des astronomes amateurs de Longueuil                       |
| 1991  | Sherbrooke              | Club des astronomes amateurs de Sherbrooke                      |
| 1990  | Rimouski                | Club d'astronomie de Rimouski                                   |
| 1989  | Laval                   | Club d'astronomes amateurs de Laval                             |
| 1988  | Québec                  | Société royale d'astronomie du Canada, Centre de Québec         |
| 1987  | Drummondville           | Club d'astronomie de Drummondville inc.                         |
| 1986  | Portneuf                |                                                                 |
| 1985  | Loretteville            |                                                                 |
| 1984  | Montréal                | Société d'astronomie de Montréal                                |
| 1983  | Québec                  | Société royale d'astronomie du Canada, Centre de Québec         |
| 1982  | Drummondville           | Club d'astronomie de Drummondville inc.                         |
| 1981  | Lévis                   |                                                                 |
| 1980  | Chicoutimi              |                                                                 |
| 1979  | Saint-Hyacinthe         |                                                                 |
| 1978  | Québec                  |                                                                 |
| 1977  | Montréal                | Société d'astronomie de Montréal                                |
| 1976  | Drummondville           | Club d'astronomie de Drummondville inc.                         |